# Asia centrale
L'Asia centrale è una regione interna dell'Asia che, convenzionalmente, si estende dalla sponda asiatica del mar Caspio fino alla Cina nord-occidentale. Conosciuta dai Romani con il nome di Transoxiana e attualmente chiamata anche Turkestan Occidentale, la regione comprende cinque Stati, un tempo parte dell'Unione Sovietica e indipendenti dal 1991, di cultura e lingua turca, ad eccezione del Tagikistan, di lingua e cultura persiana. Parte della popolazione pratica ancora oggi il nomadismo e la religione più diffusa è l'islam sunnita.
L'area è caratterizzata da una variegata realtà etnica, geografica e culturale, dovuta al susseguirsi di invasioni, migrazioni, stanziamenti di tribù, formazione di città-Stato e vasti imperi. In tempi e geografie diverse, la regione fu dominata da Ciro il Grande, dall'Impero macedone di Alessandro Magno, dalle orde mongole di Gengis Khan e dalla dinastia timuride di Tamerlano, per poi passare infine sotto il dominio russo e successivamente sovietico. 
Situata al crocevia dell'antica Via della Seta, l'Asia centrale è stata nei secoli attraversata da mercanti, artisti, scienziati e intellettuali, che ne fecero una regione culturalmente ricca e stimolante, una grandezza che si può ancora percepire nelle storiche città di Samarcanda, Khiva e Bukhara. Recentemente, la regione è oggetto di un grande piano strategico di sviluppo cinese, chiamato Nuova Via della Seta, che mira a potenziare e creare infrastrutture di trasporto e logistica per collegare Asia, Europa e Africa.

## Storia

### Dal neolitico al Medioevo
Il Neolitico in Asia centrale risale a periodi remotissimi; successivamente si trovano segni della presenza di agricoltori sedentari dal VII millennio a.C. nella regione del Kopet Dag, testimoniati dalla cultura di Geitun. A questa succede la cultura di Namazga a partire dal VI millennio a.C. L'Asia centrale fu un vero crocevia di civiltà. I suoi più antichi abitanti chiaramente identificati sono popoli indoeuropei provenienti da ovest: i Tocari, che vissero nel bacino del Tarim dal 2000 a.C., e gli Iranici, i quali occuparono, a partire dal I millennio a.C., l'intera regione tranne il bacino del Tarim e la Mongolia. Si possono citare anche gli Indoari, affini agli Iranici, che vissero in Battriana attorno al 2000 a.C. prima di spostarsi in India settentrionale alcuni secoli più tardi. Più a nord, in Siberia meridionale, fioriva la cultura di Andronovo.

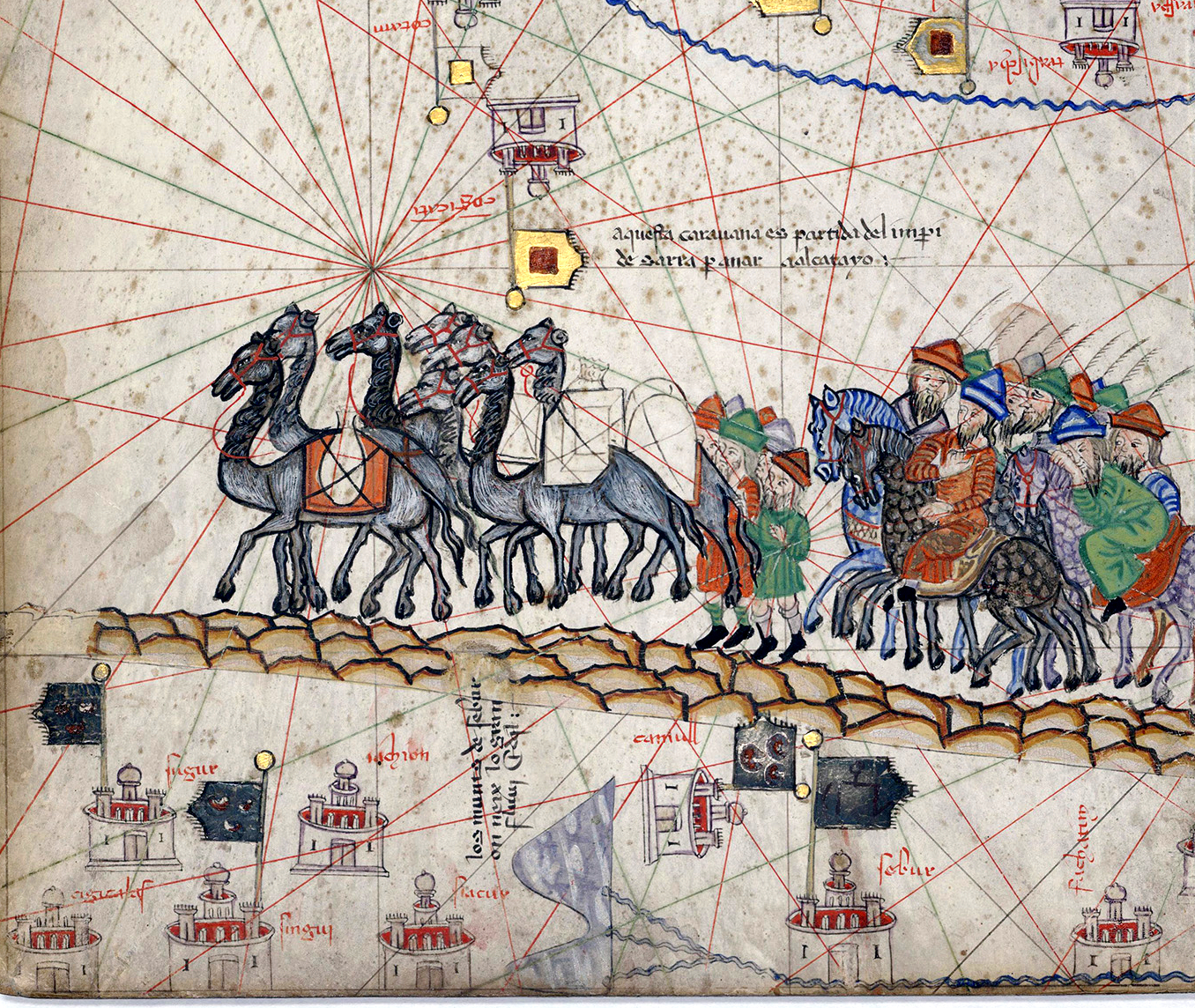
Carovana lungo la Via della seta, Abraham Cresques, 1375

Le regioni note ai Greci erano la Battriana (tra l'odierno Uzbekistan e l'Afghanistan), la Sogdiana (attorno a Samarcanda) e la Corasmia (a sud del lago d'Aral). I loro nomi sono tutti di origine iranica. In queste tre regioni sorsero civiltà sedentarie avanzate i cui popoli fondatori non sono ancora stati identificati con certezza. Stabilendosi qui, Iranici e Indoari assimilarono almeno in parte i costumi degli autoctoni, che erano sedentari e si dedicavano all'agricoltura e al commercio. Un popolo iranico, i Sogdiani, fondò Samarcanda, la cui bellezza fu esaltata anche da Alessandro Magno. Più a nord, gli Iranici rimasero nomadi e occuparono il Kazakistan e il nord dell'Uzbekistan, lasciando tombe risalenti al I millennio a.C.
Il conflitto tra nomadi e sedentari è una costante della storia dell'Asia centrale. I nomadi, di carattere guerriero, effettuavano razzie che costringevano i sedentari a rifugiarsi entro centri fortificati. A volte si riunivano per formare vasti imperi capaci di terribili distruzioni. I Tocari divennero sedentari e adottarono l'agricoltura di irrigazione. Una parte di loro rimase tuttavia nomade, si stabilì nel Gansu e fondò il primo impero dell'Asia centrale; i Cinesi li chiamarono Yuezhi. L'Asia centrale era attraversata dalla Via della seta, la cui apertura risale a epoche molto antiche: la presenza di seta cinese è attestata in Battriana fin dal 1500 a.C. Nel 1918, fu ritrovata in Zungaria una moneta datata III secolo a.C. e proveniente da Panticapeo, una città greca a est della Crimea.
A partire dagli ultimi secoli a.C., la storia dell'Asia centrale fu segnata dall'avanzata dei popoli turchici e mongoli, originari della Siberia e della Mongolia orientale, che assimilarono progressivamente gli Indoeuropei o li spinsero a migrare. Fu in questo periodo che gli Xiongnu obbligarono i Yuezhi ad abbandonare il Gansu, e mezzo millennio più tardi sorse l'impero dei Turchi Celesti (Göktürk), che sottomise tutta l'Asia centrale fino alla Battriana e alla Sogdiana.
I Turchi Blu (o Celesti) furono seguiti dagli Uiguri nel 744; anch'essi turchi, vennero costretti dai Kirghisi a lasciare la Mongolia. Si diressero allora verso il Gansu e il bacino del Tarim, dove assimilarono i Tocari. A ovest, intanto, avanzavano gli Arabi, portatori dell'Islam. Ciò provocò la scomparsa dell'antica religione iranica (nata probabilmente in Battriana), lo zoroastrismo, e del buddhismo, arrivato in Asia centrale all'inizio dell'era cristiana. Più di Sogdiani e Battriani, i Tocari erano divenuti ferventi buddhisti. 
Al loro arrivo nel bacino del Tarim, gli Uiguri si convertirono inizialmente al buddhismo, ma poi divennero musulmani, come quasi tutti i popoli turchi, in seguito alla conquista da parte dello Stato turco-islamico qarluq-karakhanide e poi del Khanato Chagatai, anch'esso musulmano, i quali islamizzarono completamente il bacino del Tarim.

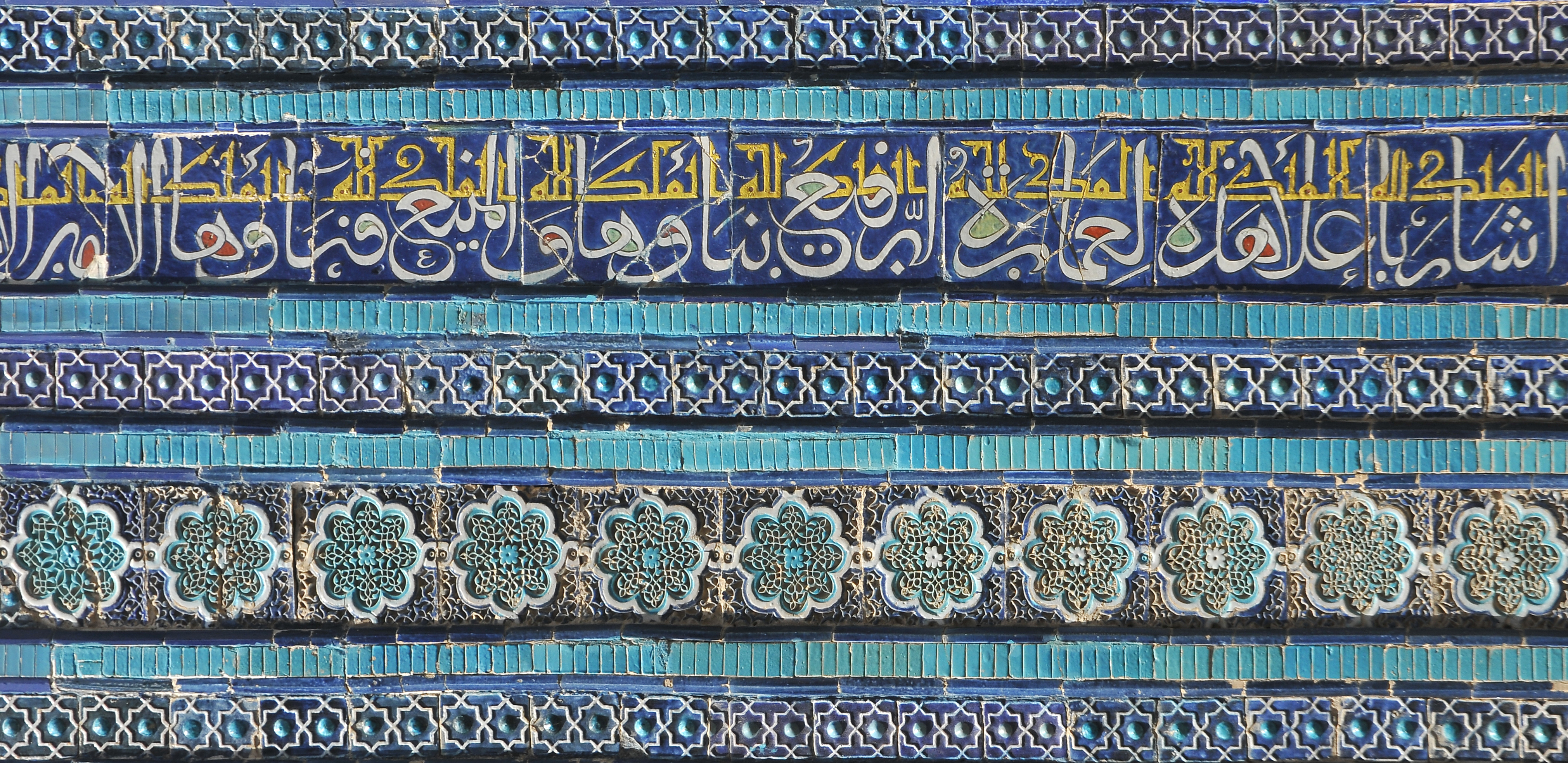
Decorazioni al mausoleo Shah-i-Zinda, Samarcanda

Anche manicheismo e cristianesimo nestoriano si diffusero in Asia centrale durante il Medioevo: il khan degli Uiguri si convertì al manicheismo dopo aver conquistato Chang'an (Xi'an) nel 762, e preziosi manoscritti risalenti alla fine del I millennio sono stati ritrovati nello Xinjiang e nel Gansu, nel nord-ovest della Cina. Il nestorianesimo raggiunse la Mongolia e la Cina, e diverse principesse della famiglia di Gengis Khan furono nestoriane.
Dall'inizio del II millennio, l'Asia centrale fu il centro di vasti imperi formati da conquistatori come Gengis Khan e Tamerlano, che però durarono ben poco oltre la morte dei loro fondatori. I popoli turchi (Kirghisi, Uzbeki, Kazaki, Turkmeni, Uiguri) che oggi abitano la maggior parte dell'Asia centrale vi giunsero in epoca relativamente recente. Gli Uzbeki, per esempio, si insediarono in Uzbekistan a partire dal XIV secolo, dopo aver sconfitto i discendenti di Tamerlano. Gli Uiguri attuali non parlano più la lingua dei loro antenati arrivati nello Xinjiang dopo l'840, ma una lingua di ceppo karluk, strettamente imparentata con l'uzbeko e assai simile a quest'ultimo.
Della lingua sogdiana non resta che un dialetto parlato in qualche villaggio sulle rive del fiume Yaghnob. Molto del suo vocabolario è però stato assorbito dal persiano moderno, di cui il tagico è una variante. Un'altra lingua iranica, il pashto, è parlata in parte dell'Afghanistan. Il pashto è, inoltre, l'unica lingua iranica orientale attuale ad avere un numero considerevole di parlanti (tra i 50 e i 60 milioni), mentre l'osseto, la seconda lingua iranica orientale per diffusione, non arriva nemmeno a un milione di parlanti. Nello specifico, il pashto appartiene al ramo sudorientale delle lingue iraniche.

### Espansione russa
L'espansione russa in Asia centrale ebbe inizio con la sconfitta dei Tatari e la conquista di Kazan' nel 1552 da parte di Ivan il Terribile, per poi concludersi quattro secoli dopo con l’assoggettamento delle regioni centroasiatiche, che sarebbero diventate repubbliche dell'Unione Sovietica.

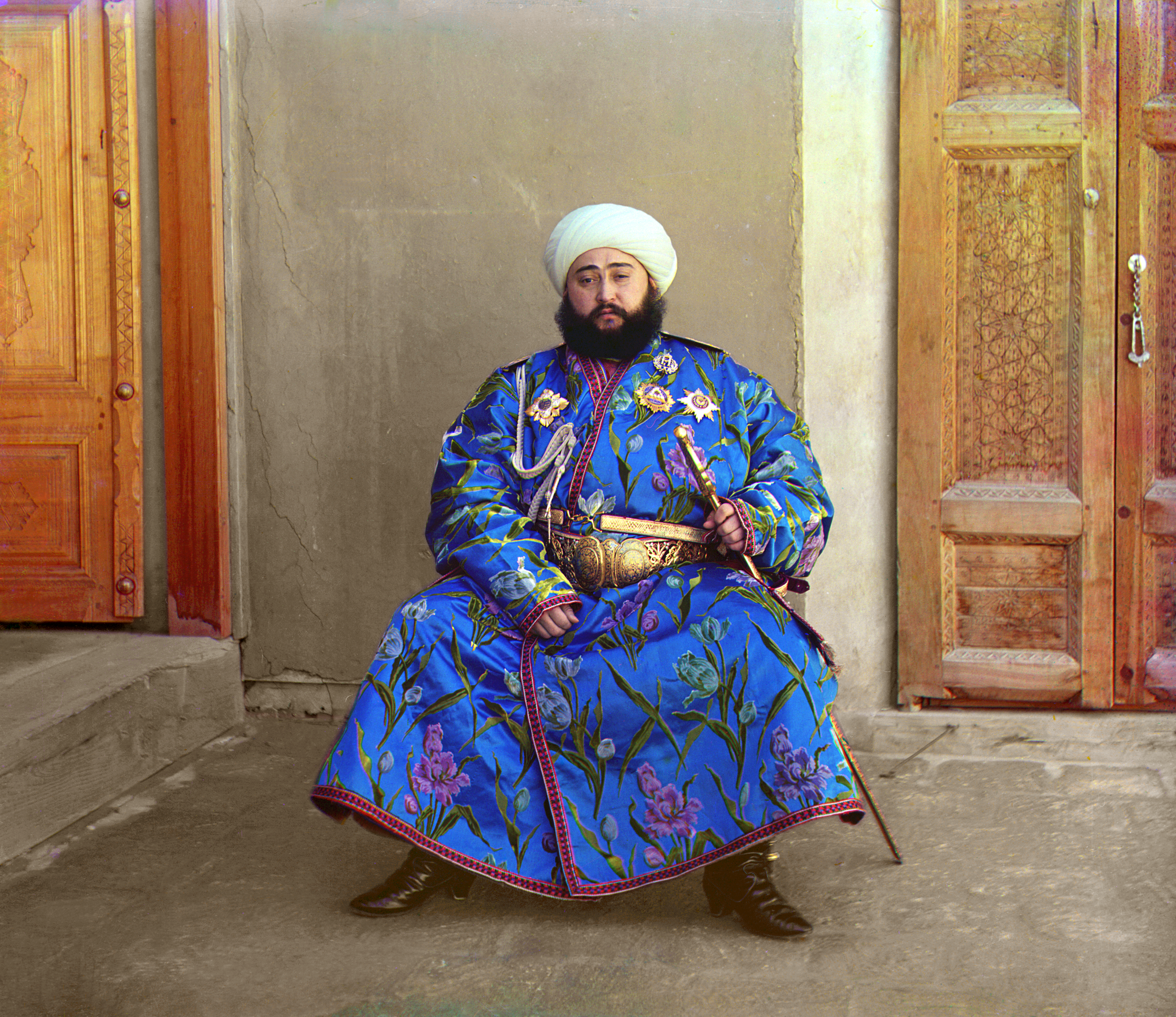
Alim Khan (1880-1944), ultimo emiro di Bukhara, nel 1911

Dopo la caduta di Kazan', numerose spedizioni russe si spinsero in Asia centrale a scapito dei popoli turchi, fino alla definitiva conquista della regione tra il 1864 e il 1876. Sottomesso il Caucaso nel 1859, l'Impero zarista completò l'espansione a est con rapide vittorie: nel 1865 fu catturata Tashkent, destinata a diventare capitale della nuova provincia del Turkestan; tre anni dopo cadde Samarcanda (1868) e, nello stesso anno, l'emirato di Bukhara divenne un protettorato russo, mentre Khiva, che aveva respinto le proposte russe, si arrese solo nel 1873.
Le motivazioni che spinsero la Russia a cercare il dominio della regione furono di varia natura: imperativi economici – in primo luogo il rifornimento di materie prime, soprattutto cotone, e l'accesso a nuovi mercati per un'economia in espansione – motivi strategici, volti a creare una zona cuscinetto meridionale per bloccare la penetrazione britannica e guadagnare una posizione di vantaggio da cui minacciare il subcontinente indiano nel caso di una nuova guerra di Crimea - e infine una giustificazione di tipo morale, basata sulla presunta superiorità dei russi e sulla loro «missione civilizzatrice» in Asia.
La rapida espansione zarista preoccupò tuttavia le altre potenze interessate all'area, in primo luogo la Gran Bretagna, che temeva per i propri territori nel subcontinente indiano. Si sviluppò così il cosiddetto «Grande Gioco», ovvero la competizione anglo-russa nell'area, che terminò nel 1907 con la firma di un'intesa tra Russia e Gran Bretagna, in cui venivano definite le rispettive sfere d'influenza.
I territori conquistati dai russi furono amministrati in stile coloniale, attraverso la forma del protettorato, e «coloniale» fu anche la politica zarista nei confronti della popolazione musulmana della regione: questa non venne considerata cittadina dell'Impero, continuò a sottostare alla propria Legge islamica e fu esentata dal servizio militare.
Allo scoppio della Prima guerra mondiale, i protettorati centroasiatici si dichiararono inizialmente fedeli allo zar, ma quando i musulmani rifiutarono di arruolarsi nell'esercito, venne avviata una dura repressione che rese evidente il fallimento del governo nel creare un rapporto di fiducia con le popolazioni dell'Asia centrale.
Le richieste di autodeterminazione dei popoli musulmani della regione, i quali durante il colonialismo zarista avevano vissuto un periodo di fermento culturale grazie a movimenti riformisti islamici come lo jadidismo e stavano ora sviluppando un sentimento di nazionalismo panturco, furono ignorate sia dal nuovo governo provvisorio sia da quello rivoluzionario. L'appello di Lenin, «A tutte le popolazioni musulmane di Russia e dell'Est», prometteva infatti alle minoranze solo l'autonomia, e non l'indipendenza, favorendo così la nascita di movimenti ribelli. Benché non organizzati in un vero e proprio movimento indipendentista per mancanza di una leadership unitaria, essi ebbero un ruolo di rilievo nelle rivolte contro il governo: molti aderirono alla guerriglia dei Basmachi o si unirono alle truppe Bianche.
Terminata la guerra civile, le élite tradizionali furono cooptate nel sistema comunista e si procedette a una «bolscevizzazione» delle masse musulmane, affrontando al contempo la «questione nazionale» secondo il modello marxista, che prevedeva l'autodeterminazione dei popoli senza la disgregazione dello Stato. Portavoce delle richieste dei comunisti dell'Asia centrale fu Mirsaid Sultan Galiev, il quale propose la creazione di un partito comunista musulmano e di un'Armata Rossa islamica indipendente: entrambe le istanze furono però respinte.

### Periodo sovietico

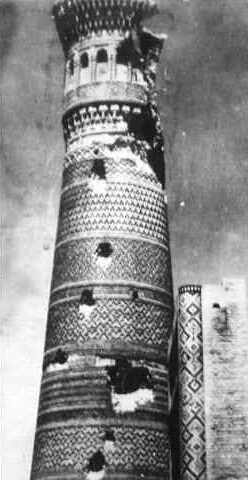
Minareto Kalyan dopo il bombardamento sovietico di Bukhara nel 1920

Mentre la guerra civile era ancora in corso e la guerriglia dei basmaci continuava ad agire, in Asia centrale, nel 1921, fu creata la Repubblica Socialista Sovietica Autonoma del Turkestan (RSST). Tuttavia, tra il 1924 e il 1936 la regione assunse la forma con cui, negli anni Novanta, sarebbe giunta all'indipendenza. Nel 1924, infatti, la RSS del Turkestan fu divisa in cinque repubbliche, inizialmente non definitive, inquadrate nell'URSS (l'unione della Repubblica Socialista Federativa Sovietica Russa e delle altre Repubbliche Socialiste Sovietiche), creando così, nel caso dell'Asia centrale, nazioni che non erano mai esistite prima, in un tipico stile coloniale, con le medesime conseguenze in termini di frammentazione etnica che si riscontrano anche nelle ex colonie africane.
Questa divisione territoriale, che comportò la rottura dell'integrità culturale e sociale della regione e infranse le aspirazioni dei movimenti pan-islamici e pan-turchi, rispondeva a una politica delle nazionalità basata su una logica politico-strategica di divide et impera, mirante a indebolire le nuove repubbliche.
L'influenza turca, che ipotizzava una lingua franca per unire le popolazioni turcofone dell'Asia centrale, fu ostacolata dalla divisione sovietica dei territori in stati, ciascuno con una propria lingua nazionale. Inoltre, la presenza di una scrittura comune che conservava il legame con l'islam preoccupava ancora Mosca: nel 1926 si passò quindi all'alfabeto latino e, poco dopo, a quello cirillico, mentre nel 1938 l'insegnamento del russo divenne obbligatorio in tutta l'Unione. A unire i popoli centroasiatici rimaneva comunque la comune identità religiosa, poiché l'islam, profondamente legato a ogni aspetto della vita quotidiana, era più difficile da estirpare. La destrutturazione della società tradizionale avvenne tramite una serie di leggi: nel 1921 fu emanata la norma contro i «costumi» (tra cui l'uso del velo), nel 1927 vennero soppressi i Tribunali islamici e aboliti i diritti di proprietà dei waqf, mentre la modifica del Codice Penale del 1928 proibì diverse pratiche musulmane (ad esempio la poligamia). Queste iniziative furono accompagnate, nel periodo del Grande Terrore (1934-1938), dall'epurazione dell'intellighentsija locale appena formata, accusata di sostenere interessi nazionali anziché quelli dell'Unione, e dalle campagne anti-islamiche.

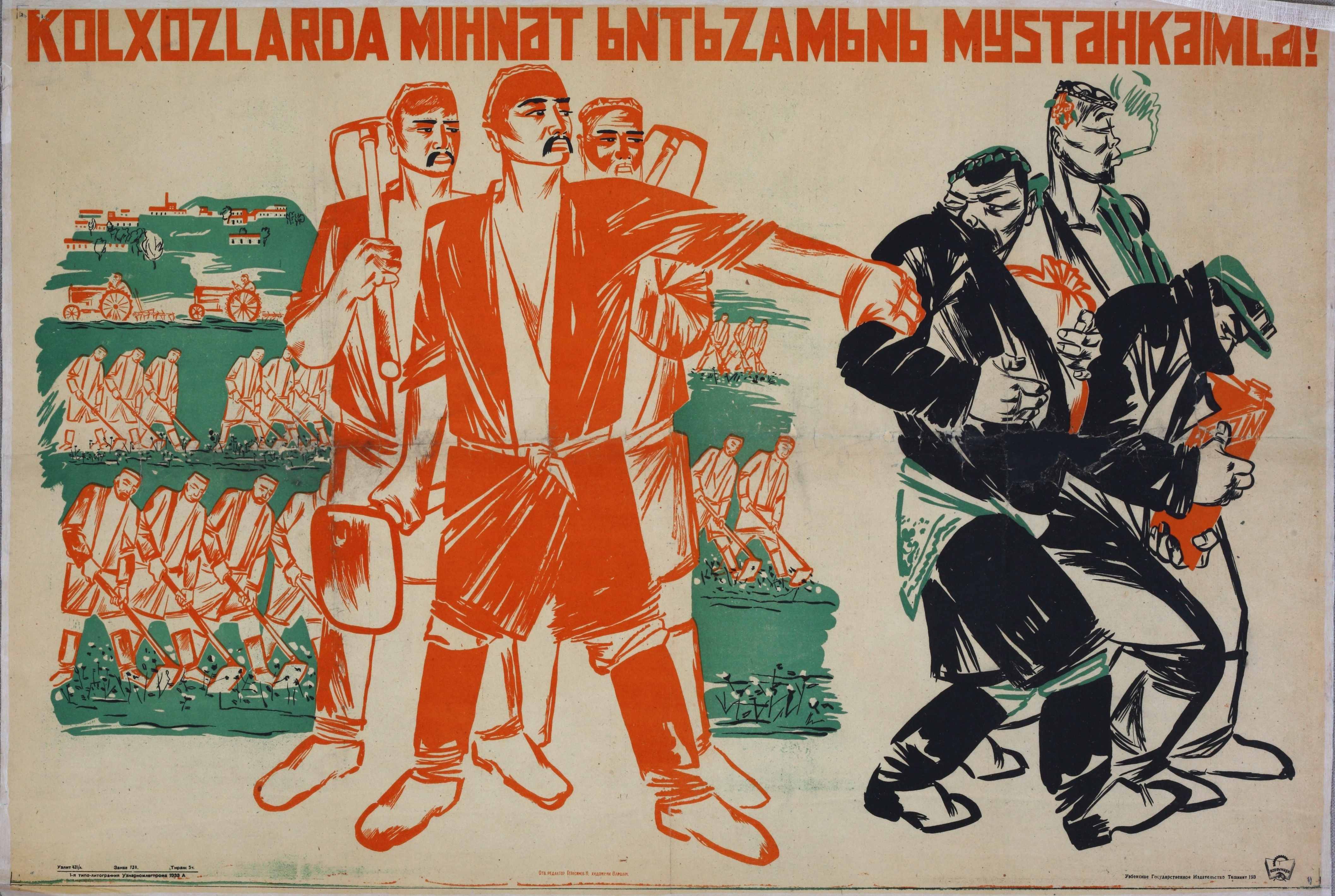
Poster sui kolchoz, Tashkent - Uzbekistan, 1933

La collettivizzazione forzata mise infine fine alle forme di nomadismo e seminomadismo, ma i vecchi legami e le strutture di solidarietà si ricomposero all'interno dei kolchoz.
Con la seconda guerra mondiale, l'equilibrio tra le popolazioni fu nuovamente sconvolto: da un lato, alcuni gruppi etnici vennero trasferiti a est poiché sospettati di poter fraternizzare con l'invasore tedesco; dall'altro, aumentò la migrazione di russi nelle repubbliche centroasiatiche, in parte a causa dello spostamento di numerose industrie in Asia centrale e in Siberia per sfuggire all'avanzata nazista, e in parte per ridurre la pressione demografica in Russia. L'industrializzazione, guidata dai russi più competenti in materia, consentì loro di monopolizzare il potere economico e politico della regione.
Terminato il secondo conflitto mondiale – durante il quale si era tentato di mobilitare la popolazione contro i tedeschi – si assistette a un inasprimento delle politiche anti-islamiche, soprattutto nell'era di Chruščëv, quando molte scuole islamiche e moschee furono chiuse, i matrimoni e i funerali celebrati secondo il rito islamico vennero vietati e l'uso del velo fu definitivamente proibito. Solo negli anni Sessanta iniziò a riaffiorare il sentimento nazionalista e islamico.
Il riformismo di Gorbačëv, salito al potere nel 1985, non ebbe effetti particolarmente evidenti sull'Asia centrale. I presidenti dei partiti comunisti delle cinque repubbliche si ritirarono in quegli anni e vennero sostituiti da politici russi, aumentando il malcontento della popolazione in un periodo di fermento nazionalistico, alimentato anche da ciò che accadeva nel vicino Afghanistan con la lotta dei mujaheddin.
La questione afgana influenzò fortemente i sentimenti delle repubbliche centroasiatiche nei confronti di Mosca: l'invasione sovietica del 1979 aveva portato nella regione, grazie alla sua posizione strategica, notevoli benefici economici, ma ora preoccupava la prospettiva di un ritiro delle truppe deciso senza consultare i leader degli stati centroasiatici, dimostrando così che Mosca considerava ancora l'area come una colonia.
Il timore per la crescente diffusione del fondamentalismo islamico e del nazionalismo bloccò la via del riformismo, mentre rivolte e repressioni si susseguirono fino agli ultimi anni di vita dell'Unione.

### Indipendenza
Le cinque repubbliche centroasiatiche ottennero l'indipendenza nel 1991, nel quadro di un evento che scardinò un assetto internazionale esistente fin dal secondo dopoguerra: la dissoluzione dell'Unione Sovietica. Nacquero così Stati che non erano mai esistiti prima, almeno in questa forma. L'indipendenza fu un fenomeno peculiare, poiché derivò dall'implosione del centro più che da una volontà delle periferie; mancava infatti un reale coinvolgimento sia dal basso – non essendoci un movimento popolare che la rivendicasse – sia dall'alto, dal momento che le élite, perlopiù formate da quadri filosovietici, avevano votato nel referendum del marzo del 1991 affinché l'Unione Sovietica fosse mantenuta.
Il passaggio all'indipendenza avvenne senza spargimento di sangue, con l'eccezione del Tagikistan, dove nel 1992 scoppiò una guerra civile tra forze governative, sostenute dalla Russia, e l'opposizione islamica, che causò quasi 100.000 morti.
I leader delle nuove repubbliche si trovarono subito a fronteggiare problemi economici: la fine dei sussidi da parte di Mosca e dei privilegi fra le repubbliche dell'era sovietica, unita alle difficoltà della transizione verso un'economia di mercato in sistemi che per sessant'anni si erano basati sulla pianificazione centrale, ebbe come prima conseguenza un drastico calo degli standard di vita. Il deterioramento dei servizi di base e l'indebolimento del sistema di welfare contribuirono ulteriormente al peggioramento delle condizioni sociali.
La transizione politica verso una democrazia di tipo occidentale, sulla scia di quanto accaduto in Europa centrale, non si realizzò nell'Asia post-sovietica. Al contrario, si affermò un crescente accentramento del potere nelle mani dei presidenti, caratterizzato da ripetute modifiche costituzionali, referendum con conferme plebiscitarie e fenomeni di corruzione.

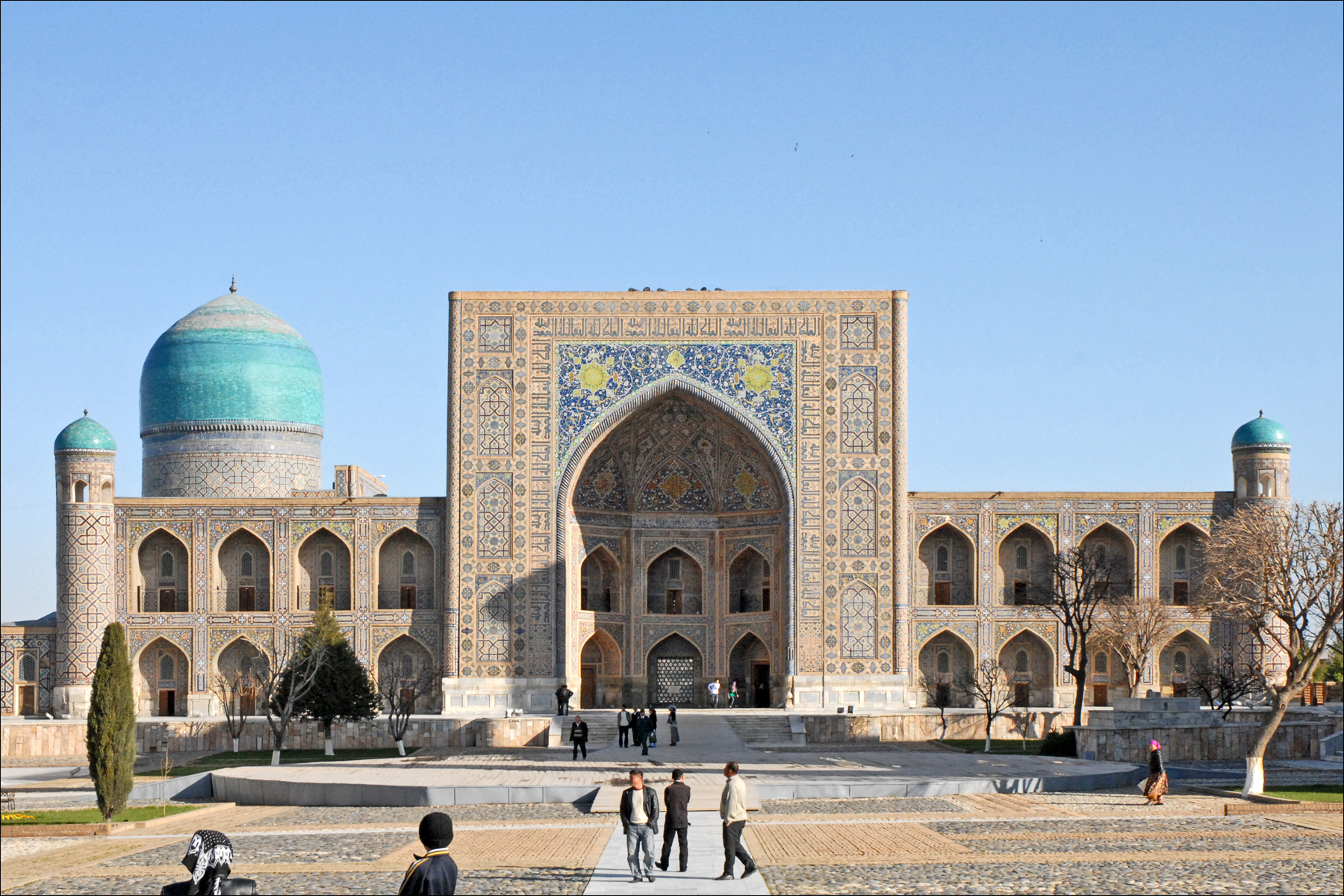
Registan, Samarcanda, 2011

Infine, il crollo del sistema ideologico marxista-leninista creò un vuoto sociale e culturale, suscitando forte spaesamento. Ci fu quindi una ricerca di legittimazione che si svincolasse dai legami con l'epoca sovietica, spesso orientata verso l'islam come nuova base morale e culturale, associata alla creazione di un intenso culto della personalità dei presidenti, divenuti dell’integrità nazionale.
In tale contesto, i rapporti tra il gruppo etnico titolare e le minoranze divennero problematici: l'istituzione di politiche volte a esaltare i caratteri dell'etnia maggioritaria finì per escludere alcuni gruppi dalla vita politica, economica e sociale del Paese, alimentando tensioni che in Asia centrale sfociarono spesso in scontri di matrice etnica. Inoltre, il sistema tribale clanico, mai completamente eliminato durante il periodo sovietico, riprese vigore, riaffermandosi come elemento chiave delle dinamiche politiche e sociali e offrendo reti di legami in cui l'individuo poteva trovare la propria collocazione.
Il risultato di questa complessa transizione consiste in «regimi ibridi che mescolano qualche elemento (per lo più formale) di democrazia con un solido impianto autoritario», seppur con diversi gradi di intensità: da una relativa tolleranza, come in Kazakistan, fino a forme più vicine al totalitarismo, come in Turkmenistan.
Altri fattori hanno contribuito all'instabilità della regione, soprattutto dopo l'11 settembre 2001, in particolare questioni legate alla sicurezza, come le incursioni della guerriglia dell'Islamic Movement of Uzbekistan (IMU) o l'ascesa del movimento islamico radicale Hizb ut-Tahrir.
In alcuni casi, il dissenso ha seguito strade già percorse da altri Stati post-sovietici, come le «rivoluzioni colorate». È il caso della «rivoluzione dei tulipani» in Kirghizistan, nel 2005, mentre in Uzbekistan, nello stesso anno, le proteste furono duramente represse con stragi di civili, tra cui quella avvenuta nella città di Andijan.

## Descrizione

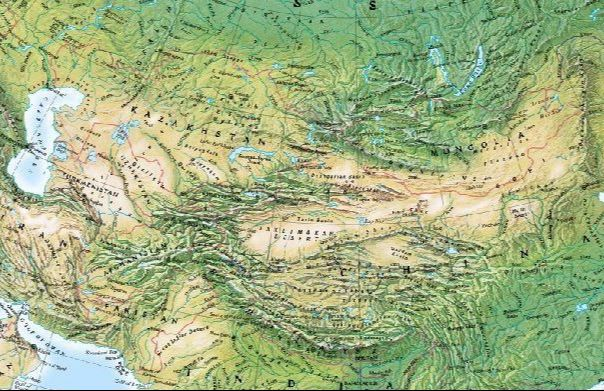
Carta geografica fisica dell'Asia centrale

### Definizioni
definizione dell'Unione Sovietica
     definizione della Federazione Russa
     definizione dell'UNESCO

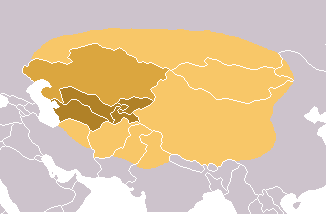
Asia Centrale:
definizione dell'Unione Sovietica
definizione della Federazione Russa
definizione dell'UNESCO

I confini geografici dell'Asia centrale sono stati definiti in modi diversi nel corso del tempo, anche se la definizione più diffusa rimane quella che include le cinque repubbliche ex sovietiche, ora indipendenti:
- Kazakistan, con capitale Astana.
- Kirghizistan, con capitale Biškek.
- Tagikistan, con capitale Dušanbe.
- Turkmenistan, con capitale Aşgabat.
- Uzbekistan, con capitale Tashkent.

La definizione ufficiale di Asia centrale dell'Unione Sovietica limitava la regione a Uzbekistan, Turkmenistan, Tagikistan e Kirghizistan, escludendo il Kazakistan. La nuova definizione data dalla Federazione Russa vi include invece anche il Kazakistan.
L'UNESCO, invece, stabilisce i confini della regione in base a criteri storico-culturali e vi include anche altri Stati: la Mongolia, la Cina occidentale (compreso il Tibet), il nord-est dell'Iran, l'Afghanistan, parte della Russia e le aree settentrionali di India e Pakistan.
L'Asia centrale è delimitata a nord e nord-ovest dalla Russia, a est dalla Cina (in particolare dalla Regione autonoma dello Xinjiang), a sud dall'Afghanistan e dall'Iran, e a ovest dal Mar Caspio. L'ampiezza dell'area determina una grande varietà di territori, prevalentemente pianeggianti a eccezione delle catene montuose poste a est. Nella parte settentrionale, dal Volga fino alla Mongolia passando per il Kazakistan, si estende una vasta steppa in cui il nomadismo pastorale è stato storicamente il sistema di vita più diffuso, sebbene oggi sia in declino.

### Geografia
La zona meridionale è caratterizzata da un paesaggio desertico, in particolare in Turkmenistan e in Uzbekistan, dove si trovano i deserti del Karakum (le «Sabbie Nere») e del Kizilkum (le «Sabbie Rosse»). Nell'area che si estende dal Mar Caspio al Lago d'Aral si trova il bassopiano turanico.

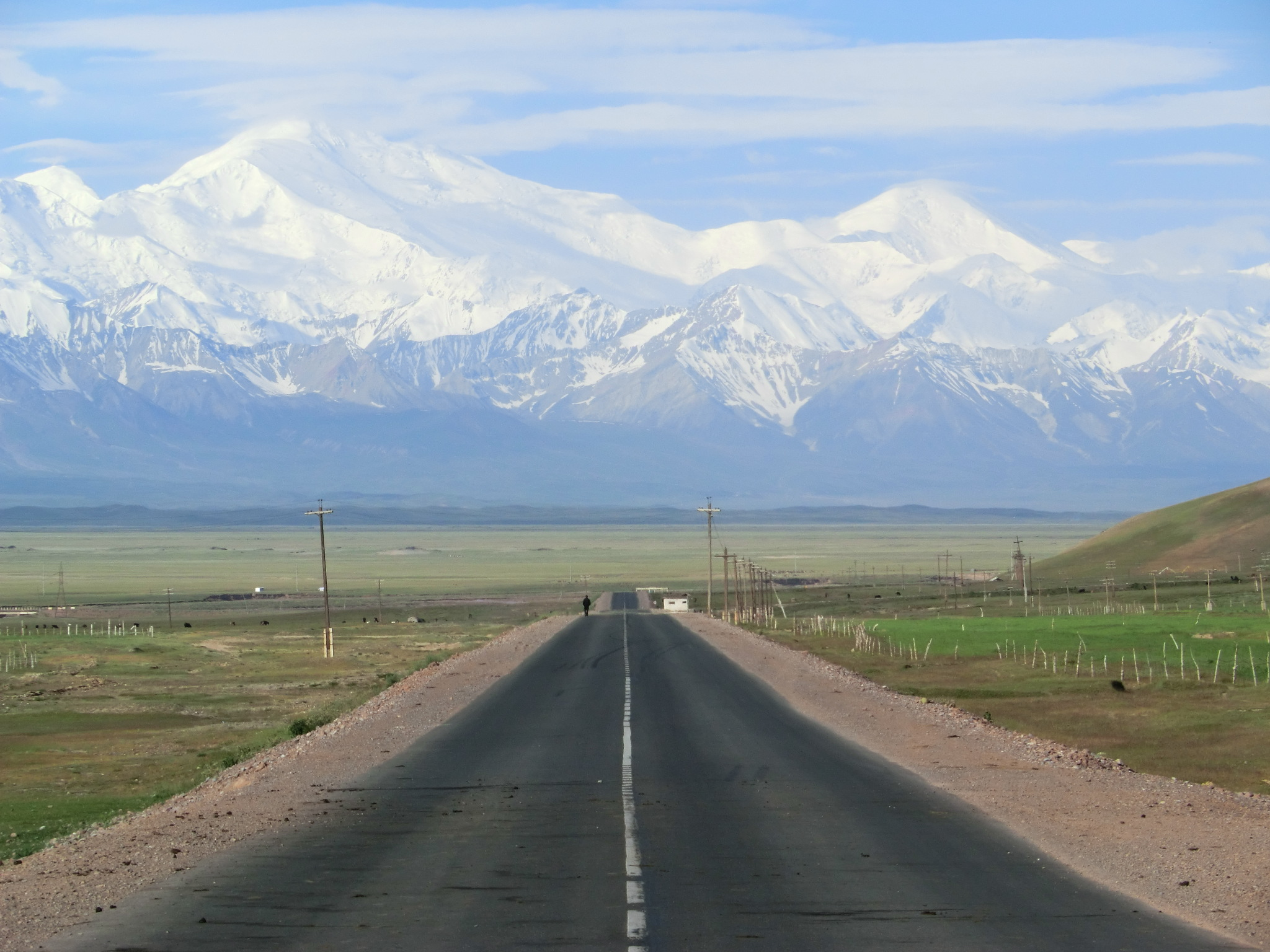
Montagne del Pamir e cima Lenin

A sud-est dell'Asia centrale, in particolare nei territori del Tagikistan e del Kirghizistan, sorgono le alte catene montuose del Pamir, del Tien Shan e dell'Hindu Kush: le vette principali sono il Picco Ismail Samani (7495 m s.l.m.) e il Picco Ibn Sina (7134 m s.l.m.), rispettivamente noti come Picco del Comunismo e Picco Lenin nella topografia sovietica.
La provincia cinese dello Xinjiang – regione autonoma abitata dagli uiguri, popolazione di origine turcofona, spesso inclusa nella definizione di Asia centrale – è formata da due bacini idrografici separati da una catena montuosa: il bacino del Tarim, in gran parte occupato dal deserto del Taklamakan, a sud, e la Zungaria a nord. Più a est si estende il deserto del Gobi.

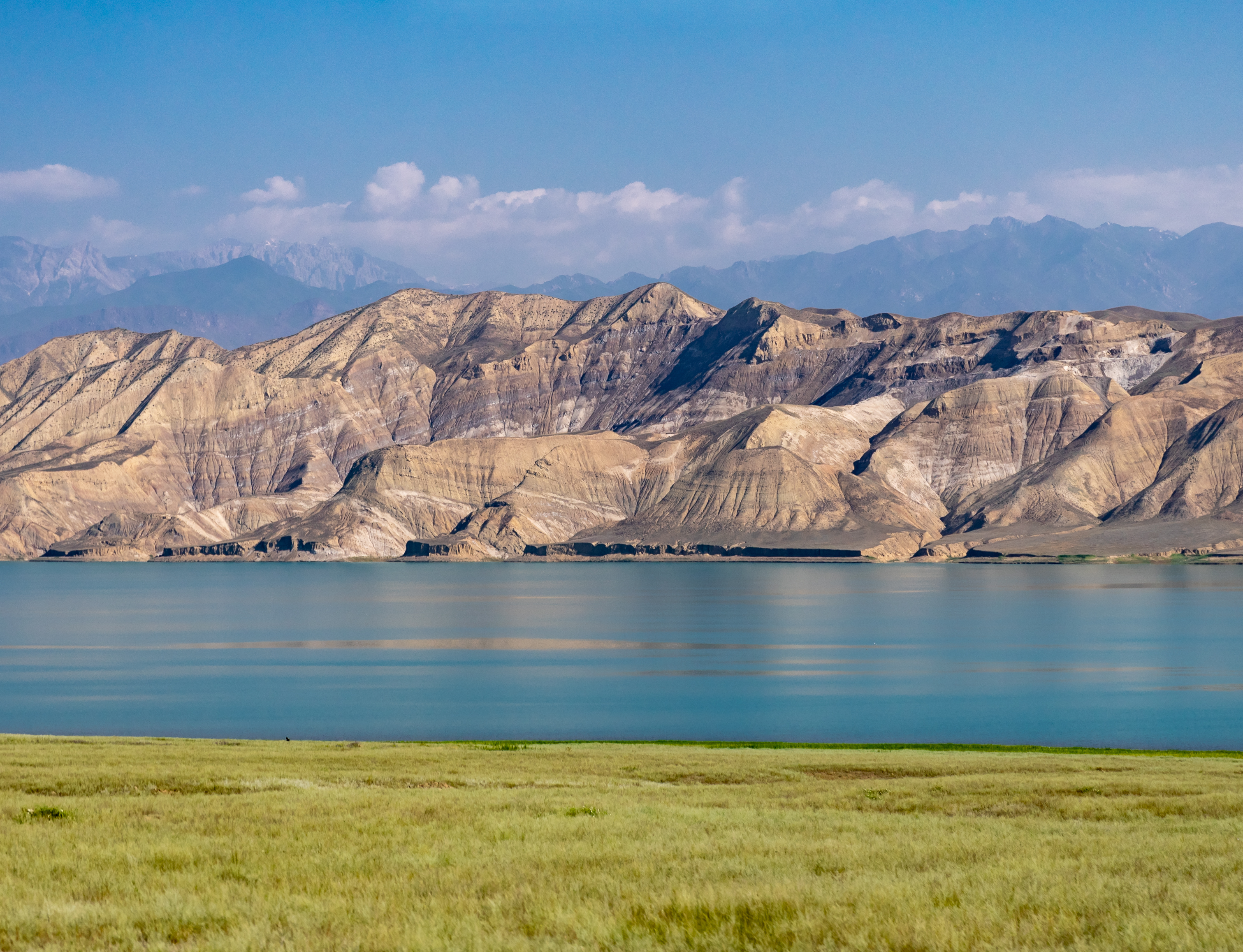
Lago artificiale di Toktogul, Kirghizistan

Tre grandi fiumi attraversano la regione: a est il fiume Ural, che sfocia nel Mar Caspio, e i fiumi – ora in parte prosciugati – Syr Darya e Amu Darya, i quali defluiscono nel Lago d'Aral, anch'esso vittima di una catastrofe ambientale che ne sta provocando la scomparsa. Altri laghi presenti nella regione sono il Mar Caspio, il Lago Balqaš (in Kazakistan) e il Lago Issyk-Kul' (in Kirghizistan), oltre a vari bacini artificiali come il Toktogul, creato da una diga idroelettrica, o il Lago Chagan, formatosi nel 1965 in seguito a un test nucleare.
Priva di sbocchi sul mare, l'Asia centrale presenta un clima di tipo continentale, con forti escursioni termiche annuali e scarse precipitazioni; ciò ha reso necessario un notevole prelievo di acqua dai bacini idrici a fini agricoli. A tale scopo, e per la produzione di energia idroelettrica, a partire dagli anni Sessanta furono costruite numerose dighe che, drenando le acque dei fiumi Syr Darya e Amu Darya, causarono un marcato prosciugamento del Lago d'Aral, una vera catastrofe ecologica. Quest'ultimo, infatti, è un lago salato formatosi in seguito allo scontro delle placche euro-asiatiche, che intrappolò l'acqua dell'oceano in questa conca. Con la riduzione dell'apporto di acqua dolce, la concentrazione di salinità è aumentata e il sale trasportato dai venti si è depositato nelle pianure circostanti, rendendo il terreno improduttivo.

## Ambiente

### Flora e fauna

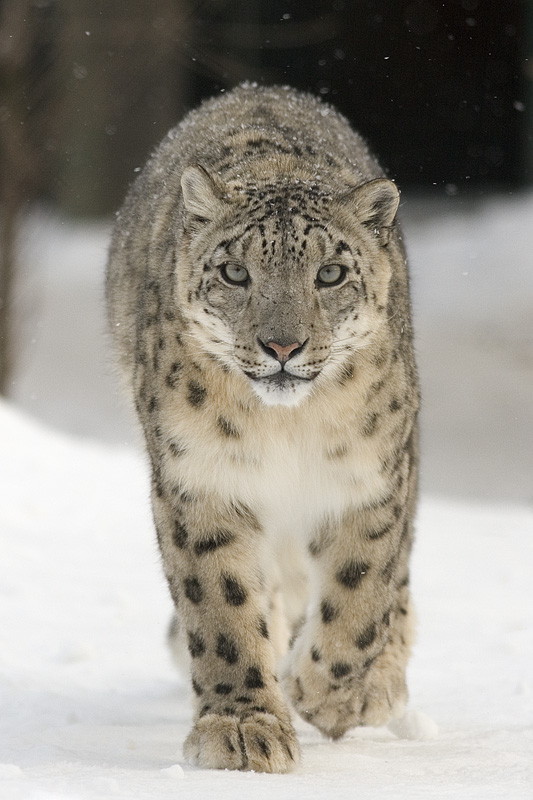
Il leopardo delle nevi (Uncia uncia) ha sulle montagne dell'Asia centrale la sua roccaforte

Le montagne del Kirghizistan, del Kazakistan, del Tagikistan, dell'Uzbekistan e dello Xinjiang costituiscono l'ambiente ideale per le vaste distese erbose chiamate jailoo. In estate, i fiori di campo – tra cui iris e stelle alpine) – offrono un tripudio di colori. Nei torrenti impetuosi si nascondono le trote, mentre marmotte e pika diventano prede per aquile e gipeti. Lo schivo leopardo delle nevi caccia gli stambecchi, con i quali condivide la predilezione per picchi rocciosi e dirupi. In queste zone vive anche la pecora svertsov, che deve il suo nome al padre russo della zoologia dell'Asia centrale. Le foreste di abete rosso, larice e ginepro del Tian Shan offrono rifugio a lince, lupo, cinghiale e orso bruno.
Ad altitudini più elevate, nelle praterie di tipo tundra, vaga in gregge la pecora di Marco Polo, mentre nei pressi dei laghi di pianura e degli acquitrini è possibile avvistare i fenicotteri. I Kirghisi delle valli del Pamir, tra i 3 000 e i 4000 m di altitudine, pascolano mandrie di yak domestici. I pastori delle alte quote e gli scalatori raccontano storie di avvistamenti dello yeti. Le cime del Pamir sono del tutto prive di alberi.
Più in basso, sui monti del Kirghizistan meridionale, dell'Uzbekistan, del Tagikistan e del Turkmenistan, si trovano foreste di noci selvatici, pistacchi, ginepri, albicocchi e meli.
Le steppe, rimaste dopo l'introduzione delle coltivazioni intensive, sono coperte da erba e da arbusti bassi come il saxaul. Nelle zone in cui si innalzano fino alle pendici montuose, producono grandi distese di papaveri selvatici (compresi quelli da oppio) e di tulipani. Il chiy, un'erba comune con steli biancastri simili a canne, viene usato dai nomadi per realizzare tramezzi decorativi all'interno delle yurte. Oltre a cavalli e pecore, i nomadi talvolta allevano cammelli a due gobbe, detti «battriani» dal nome con cui la regione era un tempo conosciuta.

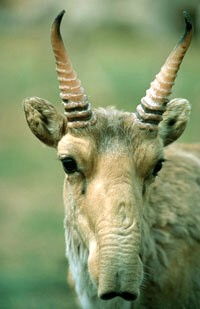
La saiga (Saiga tatarica) è diventata ormai rarissima a causa della caccia indiscriminata

Nella steppa vivono caprioli, lupi, volpi e tassi, così come la saiga, una specie di antilope. Il fagiano, oggi diffuso in Nordamerica e in Italia, è originario proprio delle steppe dell'Asia centrale; vi si incontrano inoltre diverse specie di pernici, il gallo forcello, le otarde e i loro predatori, come falconi e sparvieri. Spesso il primo contatto con la fauna locale, per i bambini, è rappresentato dalle onnipresenti tartarughe e dai porcospini.
Scendendo in pianura, fiumi e rive dei laghi offrono un ambiente completamente diverso, con folti boschi di olmo e pioppo, canneti e macchie arbustive. In queste fasce di vegetazione densa vivono cinghiali, sciacallo e cervi – l'Amu-Darya ospita una sottospecie endemica di cervo – mentre oche, anatre e numerose specie di uccelli acquatici vi migrano alla ricerca di acquitrini. Un pesce simile alla carpa, il sazan, è la preda più ambita.
Nei deserti del Karakum, del Kizilkum e del Taklamakan, come in ogni zona arida, non mancano gli aspetti interessanti da osservare. Qui vive la gazzella gozzuta (nota anche come jieran, djeran o jeran), diffusa nei deserti dell'Uzbekistan occidentale e del Turkmenistan. Abbondano tartarughe, topi del deserto e topi delle piramidi (piccoli roditori saltatori con lunghe zampe posteriori), i quali, a loro volta, costituiscono una fonte di cibo per volpi, lucertole e molte specie di serpenti. Il Turkmenistan, in particolare, è rinomato per i suoi grandi serpenti velenosi, tra cui vipere e cobra.
La fauna del Turkmenistan include numerose specie tipiche del Medio Oriente: la distanza che separa alcune zone del paese da Baghdad è infatti la stessa che intercorre tra queste aree e Tashkent. In certe colline aride vivono leopardi e porcospini; il varano, o «coccodrillo di terra», è in realtà un tipo di grossa lucertola originaria della regione.
I monti Altaj, invece, sono ricchi di foreste di pino siberiano, betulle, larici e abeti, mentre il Lago Hanas, nello Xinjiang, rappresenta un raro esempio di taiga (foresta di conifere).

## Società

### Popolazione
L'Asia centrale conta circa 83 milioni di abitanti, con una densità di quasi 21 abitanti per chilometro quadrato. L'area più popolata è la valle di Fergana, mentre le zone montuose e desertiche sono scarsamente abitate o del tutto disabitate. 

Carta politica delle repubbliche dell'Asia centrale

| Nome          | Superficie (km2) | Popolazione (2025) | Capitale (abitanti; 2025) |
| ------------- | ---------------- | ------------------ | ------------------------- |
| Kazakistan    | 2 724 900        | 20 462 000         | Astana (1 423 726 ab.)    |
| Kirghizistan  | 199 945          | 7 358 000          | Biškek (1 145 044 ab.)    |
| Tagikistan    | 141 400          | 10 576 000         | Dušanbe (1 564 700 ab.)   |
| Turkmenistan  | 491 210          | 7 363 000          | Aşgabat (1 030 063 ab.)   |
| Uzbekistan    | 448 971          | 38 192 000         | Tashkent (3 095 498 ab.)  |
| Asia centrale | 4 006 426        | 83 951 000         |                           |

### Etnie

Mappa etnica della regione.

Le cinque repubbliche dell'Asia centrale sono multietniche: nella regione si contano infatti oltre 40 gruppi distinti, alcuni dei quali comprendono appena un centinaio di individui.
Le etnie principali sono quelle relative ai cinque gruppi nazionali titolari – kazachi, uzbeki, turkmeni, kirghisi e tagichi – che costituiscono la maggioranza nei rispettivi Stati e si trovano distribuiti anche in quelli limitrofi. Si tratta infatti, per lo più, di popolazioni un tempo nomadi, mentre la suddivisione territoriale in Stati-nazione non ha seguito le linee etniche, creando una distribuzione molto frammentata, specialmente nelle aree più ricche, come la valle di Fergana, e determinando la formazione di numerose enclavi. La presenza di molti altri gruppi fa sì che, in alcuni casi, l'etnia titolare superi di poco la metà degli abitanti, come ad esempio in Kazakistan, dove i kazachi rappresentano circa il 53% della popolazione totale. Gli uzbeki, pur essendo il gruppo maggioritario in patria, costituiscono la seconda minoranza nazionale nei vicini Kazakistan, Kirghizistan e Turkmenistan.
Un'importante minoranza è quella russa, che ammonta al 20% della popolazione totale della regione. L'etnia russa è particolarmente presente in Kazakistan, dove si contano quasi 4 milioni di abitanti di tale origine, sebbene in continuo calo.
A partire dagli anni '20, quando Stalin era Commissario del Popolo per le Nazionalità, furono organizzate deportazioni in Siberia e Asia centrale di tutte le minoranze percepite come «pericolose» o «ostili» dalle autorità sovietiche. Con la Seconda guerra mondiale, le minoranze stanziate lungo i confini – ad esempio tedeschi e coreani – vennero trasferite in altre aree per evitare che potessero fraternizzare con i potenziali nemici, tedeschi e giapponesi.
I principali gruppi etnici presenti come minoranza nella regione sono quindi, oltre ai russi, gli uiguri, i mongoli, gli ucraini, i coreani, i tedeschi del Volga, i tatari, gli ingusci, i ceceni, i ciuvasci, i baschiri, i caracalpachi, i dungani, i polacchi, gli armeni e gli azeri.

### Lingue
Le principali lingue parlate in Asia centrale sono quelle nazionali dei cinque Stati sovrani: il kazako, l'uzbeco, il turkmeno, il kirghiso e il tagico. Soltanto quest'ultimo appartiene al ceppo persiano, mentre le altre rientrano nella famiglia delle lingue turche.
Il russo è ancora ampiamente diffuso ed è lingua co-ufficiale, insieme a quella nazionale, in Kazakistan e Kirghizistan. Nel Karakalpakstan, repubblica autonoma nella zona occidentale dell'Uzbekistan, il karakalpako è ufficiale insieme all'uzbeco.
Altre lingue minoritarie – spesso frutto di spostamenti forzati in epoca staliniana o conseguenza di secoli di migrazioni di tribù nomadi – sono il coreano, il tedesco, l'ucraino, il tataro, il parya, il pashtu e il dungano, nonché varie lingue parlate nella zona del Pamir.
La diffusione linguistica raramente coincide con i confini politici degli Stati e spesso si estende, talvolta in modo significativo, anche ai Paesi vicini; è il caso, per esempio, del tagico, che conta un maggior numero di parlanti in Afghanistan rispetto a quelli residenti nell'Asia centrale.

### Religioni
La religione più diffusa in Asia centrale è l'islam sunnita, in particolare secondo la scuola hanafita. Piccoli gruppi sciiti sono presenti in tutte le repubbliche, specialmente tra la minoranza azera. Il cristianesimo è la seconda religione più praticata, rappresentato perlopiù dalla Chiesa ortodossa russa.
Prima dell'arrivo dell'islam, erano diffuse religioni come lo zoroastrismo – un culto monoteista nato in Iran e un tempo largamente praticato in Asia centrale, oggi ridotto a un'esigua minoranza in particolare in Tagikistan – e il buddhismo, diffusosi nella regione grazie agli scambi e ai movimenti di persone, beni e idee lungo la Via della Seta. Il tengrismo, una religione sciamanica nata in Asia centrale e praticata dalle tribù turco-mongole, ha conosciuto recentemente una rinascita soprattutto in chiave identitaria, in particolare in Kirghizistan (dove si contano circa 50.000 fedeli e il lago Issyk-kul è considerato sacro) e, in misura minore, in Kazakistan.
Un tempo molto numerosi in Uzbekistan e Tagikistan, gli ebrei bukhariani sono oggi ridotti a poche centinaia di persone, concentrate a Bukhara, Samarcanda e Tashkent, mentre migliaia di loro sono emigrati in Israele e negli Stati Uniti.